# Bầu cử tổng thống Hoa Kỳ 1804
Cuộc bầu cử tổng thống năm 1804 của Hoa Kỳ là cuộc bầu cử tổng thống thứ năm, được tổ chức từ ngày 2 tháng 11, đến ngày 5 tháng 12, năm 1804. Tổng thống đương nhiệm của đảng Dân chủ Cộng hòa Thomas Jefferson đã đánh bại người ứng viên Liên bang Charles Cotesworth Pinckney của Nam Carolina. Đây là cuộc bầu cử tổng thống đầu tiên được tiến hành sau khi phê chuẩn Tu chính án thứ mười hai của Hiến pháp Hoa Kỳ, cải cách thủ tục bầu tổng thống và phó tổng thống.
Jefferson đã được tái đề cử bởi phiên họp kín của đảng Dân chủ Cộng hoà mà không có phản đối, đồng thời đã đề cử Thống đốc George Clinton của New York để thay thế Aaron Burr làm liên danh tranh cử cùng Jefferson. Với việc cựu Tổng thống John Adams nghỉ hưu, đảng Liên bang đã chuyển sang ủng hộ Pinckney, một cựu đại sứ và anh hùng Chiến tranh Cách mạng, người từng là liên danh tranh cử cùng Adams trong cuộc bầu cử năm 1800.
Mặc dù Jefferson chỉ mới đánh bại Adams trong gang tấc vào năm 1800, nhưng ông đã được yêu thích rộng rãi nhờ thương vụ mua bán Louisiana và một nền kinh tế vững mạnh. Ông đã thắng hầu hết các bang, kể cả thành trì của đảng Liên bang ở New Anh. Một số bang đã không tổ chức cuộc bỏ phiếu phổ thông cho tổng thống, nhưng Jefferson đã nhận được hầu hết số phiếu phổ thông ở các bang đã tổ chức. Tỷ lệ chiến thắng 45,6 điểm phần trăm của Jefferson trong cuộc bỏ phiếu phổ thông vẫn là tỷ lệ chiến thắng cao nhất trong một cuộc bầu cử tổng thống mà trong đó có nhiều ứng cử viên đảng lớn.

## Hoàn cảnh
Mặc dù cuộc bầu cử tổng thống năm 1800 đã kết thúc, Jefferson vẫn luôn nổi tiếng trong nhiệm kỳ của mình. Nền kinh tế của Mỹ bùng nổ do các cuộc chiến tạm thời bị đình chỉ trong cuộc Chiến tranh Cách mạng Pháp ở Châu Âu, và Thương vụ mua Louisiana được báo trước là một thành tựu lớn.

## Đề cử

### Đề cử của Đảng Dân chủ-Cộng hòa
| Đề cử Đảng Dân chủ-Cộng hòa, 1804      |                                                       |
| Thomas Jefferson                       | George Clinton                                        |
| cho tổng thống                         | cho phó tổng thống                                    |
|                                        |                                                       |
| Tổng thống thứ ba của Hoa Kỳ 1801-1809 | Thống đốc đầu tiên của New York 1777-1795 & 1801-1804 |
| Chiến dịch                             |                                                       |

Phiên họp kín của Đảng Dân chủ Cộng hoà tháng 2 năm 1804 đã chọn ra liên danh tranh cử. Việc Jefferson được đề cử lần nữa đã được dự báo từ trước, với vấn đề thực sự được là đảng sẽ đề cử ai thay thế Phó Tổng thống Aaron Burr, người có mối quan hệ rất tồi tệ với Jefferson. Thống đốc George Clinton của New York đã được chọn làm liên danh tranh cử cùng Jefferson, tiếp tục truyền thống của đảng là đề cử một liên danh bao gồm một người Virginia và một người New York.

### Đề cử Đảng Liên bang
| Đề cử Đảng Liên bang, 1804           |                                     |
| Charles C. Pinckney                  | Rufus King                          |
| cho tổng thống                       | cho phó tổng thống                  |
|                                      |                                     |
| Cựu Đại sứ Hoa Kỳ tại Pháp 1796-1797 | Cựu Đại sứ Hoa Kỳ tại Anh 1796-1803 |
| Chiến dịch                           |                                     |

Những người Liên bang không tổ chức một phiên họp kín để đề cử, nhưng các nhà lãnh đạo Quốc hội Liên bang đã đồng ý một cách không chính thức để đề cử một liên danh gồm Charles Cotesworth Pinckney của Nam Carolina và cựu Thượng nghị sĩ Rufus King của New York. Hoạt động công ích của Pinckney trong và sau Chiến tranh Cách mạng Mỹ đã giúp ông có được tầm vóc quốc gia, và những người Liên bang hy vọng rằng Pinckney sẽ giành được một số phiếu bầu của miền Nam trước Jefferson, người đã chiếm ưu thế trong số phiếu bầu của miền Nam trong các cuộc bầu cử trước đó.

## Tổng tuyển cử
Cái chết của nhà lãnh đạo Liên bang Alexander Hamilton vào tháng 7 năm 1804 sau cuộc đọ sức giữa Burr-Hamilton đã đập tan bất cứ hy vọng nào của những người Liên bang trong việc đánh bại Jefferson. Không có lãnh đạo và vô tổ chức, những người Liên bang không thu hút được nhiều sự ủng hộ bên ngoài New Anh. Những người theo chủ nghĩa Liên bang công kích việc mua Louisiana là vi hiến, chỉ trích hải quân pháo hạm của Jefferson, và cáo buộc rằng Jefferson đã có con với nô lệ của mình, Sally Hemings, nhưng họ không kích động được sự phản đối của Jefferson. Các chính sách của Jefferson về chủ nghĩa bành trướng và giảm chi tiêu của chính phủ được phổ biến rộng rãi. Jefferson được hỗ trợ bởi đảng Dân chủ Cộng hòa hiệu quả, đảng đã tiếp tục phát triển kể từ năm 1800, đặc biệt là tại thành trì Liên bang ở New Anh.
Chiến thắng của Jefferson rất áp đảo, thậm chí ông còn thắng 4 trong 5 bang của New Anh. Pinckney chỉ giành được hai tiểu bang, Connecticut và Delaware. Đây là cuộc bầu cử đầu tiên mà đảng Dân chủ Cộng hòa giành chiến thắng ở Maryland, Massachusetts, New Hampshire và Rhode Island. Đây là lần cuối cùng Massachusetts bỏ phiếu cho đảng Dân chủ Cộng hòa cho đến năm 1820, và lần cuối cùng New Hampshire và Rhode Island bỏ phiếu cho đảng Dân chủ Cộng hòa cho đến năm 1816.

### Kết quả

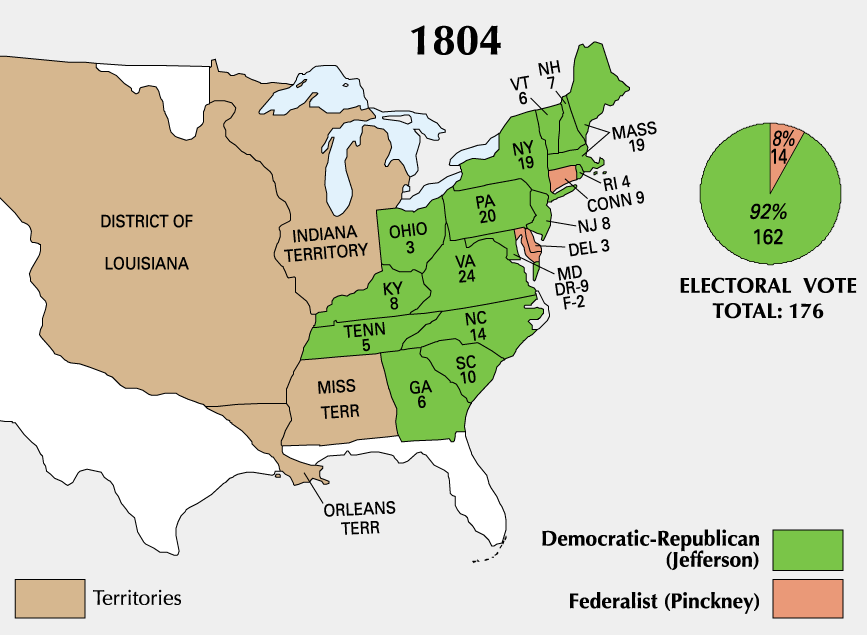

| Ứng viên tổng thống            | Đảng                  | Tiểu bang nhà      | Phiếu Phổ thông    | Phiếu Phổ thông    | Phiếu Đại Cử tri | Liên danh               | Liên danh     | Liên danh        |
| Ứng viên tổng thống            | Đảng                  | Tiểu bang nhà      | Số phiếu           | %                  | Phiếu Đại Cử tri | Ứng viên Phó tổng thống | Tiểu bang nhà | Phiếu Đại cử tri |
| ------------------------------ | --------------------- | ------------------ | ------------------ | ------------------ | ---------------- | ----------------------- | ------------- | ---------------- |
| Thomas Jefferson (đương nhiệm) | Đảng Dân chủ Cộng hoà | Virginia           | 104, 110           | 72,8%              | 162              | George Clinton          | New York      | 162              |
| Charles C. Pickney             | Đảng Liên bang        | Nam Carolina       | 38, 919            | 27,2%              | 14               | Rufus King              | New York      | 14               |
| Tổng cộng                      | Tổng cộng             | Tổng cộng          | 143, 029           | 100%               | 176              |                         |               | 176              |
| Cần để chiến thắng             | Cần để chiến thắng    | Cần để chiến thắng | Cần để chiến thắng | Cần để chiến thắng | 89               |                         |               | 89               |

| \| Phiếu Phổ thông \| Phiếu Phổ thông \| Phiếu Phổ thông \| Phiếu Phổ thông \| Phiếu Phổ thông \| \| --------------- \| --------------- \| --------------- \| --------------- \| --------------- \| \| \| \| \| \| \| \| Jefferson \| Jefferson \| \| 72.8% \| 72.8% \| \| Pinckney \| Pinckney \| \| 27.2% \| 27.2% \| |           |  |       |       |
| Phiếu Phổ thông |           |  |       |       |
| |           |  |       |       |
| Jefferson | Jefferson |  | 72.8% | 72.8% |
| Pinckney | Pinckney  |  | 27.2% | 27.2% |

| \| Phiếu Đại Cử tri \| Phiếu Đại Cử tri \| Phiếu Đại Cử tri \| Phiếu Đại Cử tri \| Phiếu Đại Cử tri \| \| ---------------- \| ---------------- \| ---------------- \| ---------------- \| ---------------- \| \| \| \| \| \| \| \| Jefferson \| Jefferson \| \| 92.0% \| 92.0% \| \| Pinckney \| Pinckney \| \| 8.0% \| 8.0% \| |           |  |       |       |
| Phiếu Đại Cử tri |           |  |       |       |
| |           |  |       |       |
| Jefferson | Jefferson |  | 92.0% | 92.0% |
| Pinckney | Pinckney  |  | 8.0%  | 8.0%  |